# Bahnhof Dierdorf
Der Bahnhof Dierdorf (Bz Koblenz) war ein Bahnhof an der Bahnstrecke Engers–Au, die als Brexbachtalbahn oder Holzbachtalbahn bezeichnet wird. Er liegt in der Gemeinde Dierdorf, Sitz der gleichnamigen Verbandsgemeinde im Landkreis Neuwied in Rheinland-Pfalz. Das Empfangsgebäude steht unter Denkmalschutz.

## Geschichte
Der Bahnhof ging im Jahre 1884 gemeinsam mit der Holzbachtalbahn in Betrieb und diente als Kreuzungsbahnhof der eingleisigen Bahnstrecke. Er hatte ein mechanisches Stellwerk im Erdgeschoss sowie einen Fahrkartenschalter, einen Warteraum und eine Gepäckabfertigung sowie Dienstwohnungen für Bedienstete im Obergeschoss.
1989 wurde der Personenverkehr eingestellt. 
Das Empfangsgebäude wurde aus Basalt-Bruchstein errichtet, das Dachgeschoss bestand aus Fachwerk mit Schieferverkleidung. Erdgeschoss und Obergeschoss besaßen rechteckige Fenster und Türen mit roten Sandsteinrahmen.